# È vero/Perdoniamoci
È vero/Perdoniamoci è il 20º singolo discografico di Mina, pubblicato nel gennaio 1960 dalla casa discografica Italdisc.

## Copertina
Ha un'unica https://minamazzinimedia-4b71.kxcdn.com/m/disco/800x800/MH_44_010.jpg.

## Storia
Le canzoni sono contenute anche sull'EP ufficiale È vero/Perdoniamoci/Non sei felice/Invoco te pubblicato lo stesso mese e dell'antologia su CD Ritratto: I singoli Vol. 1 del 2010. I due brani, come gli altri sull'EP, hanno partecipato al Festival di Sanremo 1960.
Questo disco, anche grazie alla partecipazione di Mina a Sanremo, entra in classifica raggiungendo il 4º posto nelle vendite settimanali e risultando il 41º più venduto nel 1960.
Arrangiamenti, orchestra e direzione d'orchestra sono di Giulio Libano.
Il brano È vero è cantato da Mina e da Teddy Reno alla manifestazione, ha avuto accesso alla finale, classificandosi ottavo.

A marzo sarà inserito da Mina nel suo album di debutto: Tintarella di luna.
Perdoniamoci è la cover della canzone originale presentata da Nilla Pizzi e Achille Togliani allo stesso Festival, è reperibile nella raccolta Mina ...Di baci del 1993.

## Tracce
Lato A
1. È vero – 3:00 (testo: Nicola Salerno – musica: Umberto Bindi; edizioni musicali Ariston)

Lato B
1. Perdoniamoci – 2:30 (testo: Umberto Bertini – musica: Enzo Di Paola; edizioni musicali Tiber)